# موناتپیل
موناتپیل (به انگلیسی: Monatepil) با فرمول شیمیایی C۲۸H۳۰FN۳OS یک ترکیب شیمیایی با شناسه پاب‌کم ۶۰۸۱۰ است. که جرم مولی آن ۴۷۵٫۶۲۰۷۰۳ g/mol می‌باشد. 